# НХЛ у сезоні 1925—1926
НХЛ у сезоні 1925/1926 — 9-й регулярний чемпіонат НХЛ. Сезон стартував 26 листопада 1925. Закінчився фінальним матчем 27 березня 1926 між Монреаль Марунс та Оттава Сенаторс перемогою «маронів». Переможець Кубка Стенлі виявився в серії між «Монреаль Марунс» (НХЛ) та «Вікторія Кугарс» (Західна канадська хокейна ліга), «марунс» здобули перемогу в серії 3:1.

## Підсумкова турнірна таблиця
| Команда              | І  | В  | П  | Н | ШЗ | ШП  | Очки |
| -------------------- | -- | -- | -- | - | -- | --- | ---- |
| Оттава Сенаторс      | 36 | 24 | 8  | 4 | 77 | 42  | 52   |
| Монреаль Марунс      | 36 | 20 | 11 | 5 | 91 | 73  | 45   |
| Піттсбург Пайретс    | 36 | 19 | 16 | 1 | 82 | 70  | 39   |
| Бостон Брюїнс        | 36 | 17 | 15 | 4 | 92 | 85  | 38   |
| Нью-Йорк Амеріканс   | 36 | 12 | 20 | 4 | 68 | 89  | 28   |
| Торонто Сент-Патрікс | 36 | 12 | 21 | 3 | 92 | 114 | 27   |
| Монреаль Канадієнс   | 36 | 11 | 24 | 1 | 79 | 108 | 23   |

## Найкращі бомбардири

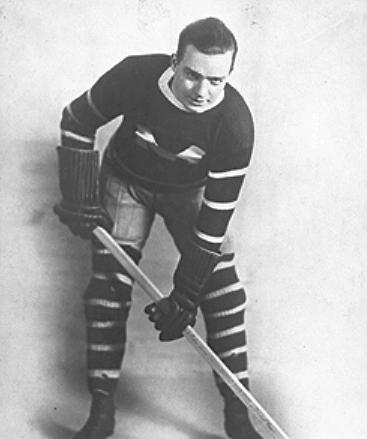
Найкращий бомбардир Нельс Стюарт.

| Гравець        | Команда         | І  | Г  | П  | О  |
| -------------- | --------------- | -- | -- | -- | -- |
| Нельс Стюарт   | Монреаль Марунс | 36 | 34 | 8  | 42 |
| Сі Деннені     | Оттава Сенаторс | 36 | 24 | 12 | 36 |
| Карсон Купер   | Бостон Брюїнс   | 36 | 28 | 3  | 31 |
| Джиммі Герберт | Бостон Брюїнс   | 36 | 26 | 5  | 31 |

## Плей-оф НХЛ

### 1 раунд
| Дата       | Команда           | ШЗ | Команда         | ШЗ |
| ---------- | ----------------- | -- | --------------- | -- |
| 20 березня | Піттсбург Пайретс | 1  | Монреаль Марунс | 3  |
| 23 березня | Піттсбург Пайретс | 3  | Монреаль Марунс | 3  |

Монреаль Марунс перемогла за підсумками двох матчів 6:4

### 2 раунд
| Дата       | Команда         | ШЗ | Команда         | ШЗ |
| ---------- | --------------- | -- | --------------- | -- |
| 25 березня | Монреаль Марунс | 1  | Оттава Сенаторс | 1  |
| 27 березня | Монреаль Марунс | 1  | Оттава Сенаторс | 0  |

Монреаль Марунс перемогла за підсумками двох матчів 2:1.

## Фінал Кубка Стенлі
| Гра та дата          | Гра та дата | Господар | Переможець      | Рахунок | Переможена команда | Стадіон        |
| -------------------- | ----------- | -------- | --------------- | ------- | ------------------ | -------------- |
| 1                    | 30 березня  | НХЛ      | Монреаль Марунс | 3–0     | Вікторія Кугарс    | Монреаль-Форум |
| 2                    | 1 квітня    | ЗКХЛ     | Монреаль Марунс | 3–0     | Вікторія Кугарс    | Монреаль-Форум |
| 3                    | 3 квітня    | НХЛ      | Вікторія Кугарс | 3–2     | Монреаль Марунс    | Монреаль-Форум |
| 4                    | 6 квітня    | ЗКХЛ     | Монреаль Марунс | 2–0     | Вікторія Кугарс    | Монреаль-Форум |
| Марунс перемогли 3:1 |             |          |                 |         |                    |                |

## Найкращий бомбардир плей-оф
| Гравець      | Команда         | І | Г | П | О |
| ------------ | --------------- | - | - | - | - |
| Нельс Стюарт | Монреаль Марунс | 8 | 6 | 3 | 9 |

## Призи та нагороди сезону
| Пам'ятний трофей Гарта | Нельс Стюарт, Монреаль Марунс |
| Приз Леді Бінг         | Френк Найбор, Оттава Сенаторс |
| Приз О'Брайна          | Монреаль Марунс               |
| Приз принца Уельського | Монреаль Канадієнс            |
| Кубок Стенлі           | Монреаль Марунс               |

## Дебютанти сезону
Список гравців, що дебютували цього сезону в НХЛ.
- Альбер Ледюк, Монреаль Канадієнс
- Альфред Лепін, Монреаль Канадієнс
- Бейб Сіберт, Монреаль Марунс
- Нельс Стюарт, Монреаль Марунс
- Гек Кілрі, Оттава Сенаторс
- Рой Вортерс, Піттсбург Пайретс
- Герольд Дарраг, Піттсбург Пайретс
- Герольд Коттон, Піттсбург Пайретс
- Гіб Мілкс, Піттсбург Пайретс

## Завершили кар'єру
Список гравців, що завершили виступати в НХЛ.
- Жорж Везіна, Монреаль Канадієнс